# Kapitan Nemo (album)
Kapitan Nemo – pierwszy album wokalisty Bogdana Gajkowskiego, występującego pod pseudonimem Kapitan Nemo. Muzykę napisał i zaaranżował Bogdan Gajkowski, autorem słów był Andrzej Mogielnicki. Realizacja nagrań: Tadeusz Czechak i Włodzimierz Kowalczyk. Wydawnictwo zostało wydane nakładem wytwórni Tonpress w 1986. Zdjęcia i projekt graficzny okładki – Aleksander Januszewski.

## Lista utworów
strona 1
1. „Wideonarkomania” – 5:15
2. „Samotność jest jak bliski brzeg” – 4:38
3. „Fabryczna miłość” – 5:50
4. „Bar Paradise” – 4:32

strona 2
1. „Zakręcony maratończyk” – 3:17
2. „Z tobą na ty” – 3:43
3. „Kompromitacja” – 3:38
4. „Najbliższy czas” – 5:00
5. „Kurs tańca” – 5:36

## Muzycy
- Bogdan Gajkowski – gitara, harmonijka ustna, instrumenty klawiszowe, śpiew
- Mieczysław Felecki – gitara basowa, syntezator
- Krzysztof Kobyliński – instrumenty klawiszowe
- Adam Kolarz – perkusja

gościnnie
- Marek Bojanowski – syntezator basowy
- Paweł Dąbrowski – kontrabas
- Krzysztof Kasprzyk – instrumenty klawiszowe
- Adam Kolarz – perkusja
- Dariusz Krawczyk – trąbka
- Krzysztof Michalak – instrumenty klawiszowe
- Urszula Mogielnicka – śpiew